# Pardosa sternalis
Pardosa sternalis är en spindelart som först beskrevs av Tord Tamerlan Teodor Thorell 1877.  Pardosa sternalis ingår i släktet Pardosa och familjen vargspindlar. Inga underarter finns listade i Catalogue of Life.